# Colle del Fréjus
Il Colle del Fréjus (2.541 m s.l.m. - Col du Fréjus in francese) è un valico alpino situato sul confine italo-francese.
Si trova nelle Alpi Cozie sullo spartiacque tra la Val di Susa e l'alta Moriana. Poco ad est del colle transitano nel sottosuolo i due omonimi trafori, ferroviario e autostradale.

## Descrizione

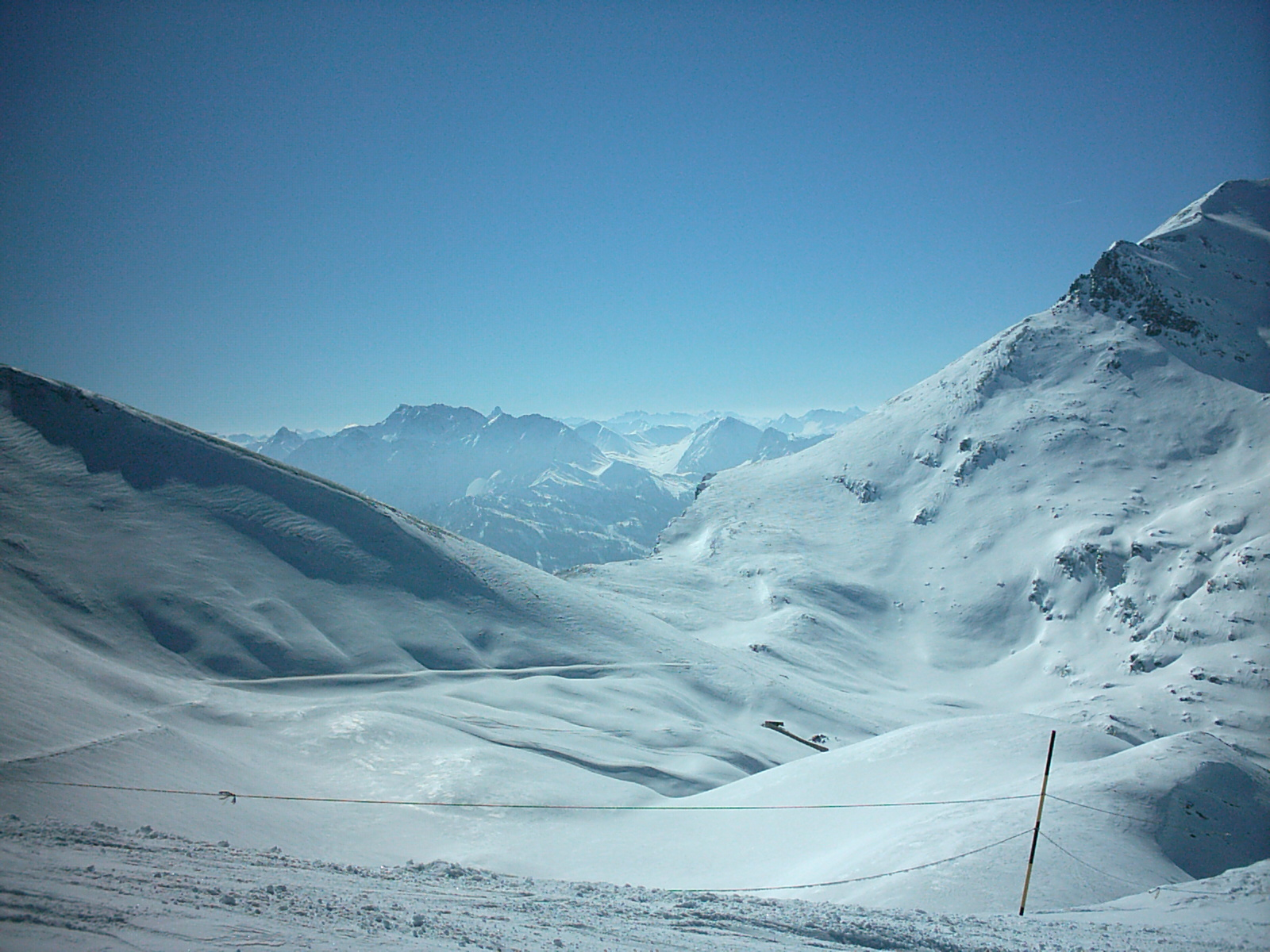
Versante francese del colle in inverno.

Il punto di valico è una ampio e profondo avvallamento aperto tra la Punta Nera (3.047 m, a sud-ovest) e la Punta del Fréjus (2.935 m, a nord-est). Sul lato italiano è posto in testata dell'omonimo Vallone del Frejus, tributario della Dora Riparia; poco a valle del colle si trovano i ruderi di una caserma costruita negli anni trenta del Novecento per la Guardia alla Frontiera e, più in basso, quanto resta di una vecchia casermetta dei carabinieri. Le acque che scendono sul versante francese vengono raccolte invece dal Ruisseau du Fréjus, il quale a sua volta confluisce a Fourneaux nel Ruisseau du Charmaix, un affluente dell'Arc.
Sempre sul lato francese nei pressi del colle si trova un laghetto e, poco più a valle, vecchi baraccamenti militari.
Secondo la classificazione orografica SOIUSA il colle separa il gruppo alpino della Pierre Menue da quello della Rocca Bernauda.

## Accesso al colle
Dal lato italiano il colle è raggiunto da un sentiero (vecchio segnavia EPT 722) che si origina nei pressi dei ruderi delle Grange Chatelard alla fine dello sterrato che percorre la parte bassa del Vallone del Frejus, passando a fianco dei Camini del Frejus (lo sbocco di un condotto di aerazione a servizio della parte intermedia del traforo autostradale).
Sul lato francese uno sterrato militare collega il colle con il piccolo centro di Le Charmaix e la stazione sciistica di Valfréjus.